# سباستيان تورو
سباستيان تورو (بالإسبانية: Sebastián Toro)‏ (2 فبراير 1990 بسانتياغو في تشيلي - ) هو لاعب كرة قدم تشيلي في مركز الدفاع. شارك مع منتخب تشيلي لكرة القدم. أما مع النوادي، فقد لعب مع كولو-كولو وديبورتيفو نوبلينس ‏ وديبورتيس إيكيكي.

## وصلات خارجية
- سباستيان تورو على موقع إي إس بي إن إف سي (الإنجليزية)
- سباستيان تورو على موقع قاعدة بيانات كرة القدم.إي يو (الإنجليزية)
- سباستيان تورو على موقع ناشيونال فوتبول تيمز (الإنجليزية)
- سباستيان تورو على موقع Soccerway.com (الإنجليزية)
- سباستيان تورو على موقع عالم كرة القدم.نت (الإنجليزية)
- سباستيان تورو على موقع AS.com (الإسبانية)